# Younn Locard
Pour les articles homonymes, voir Locard.

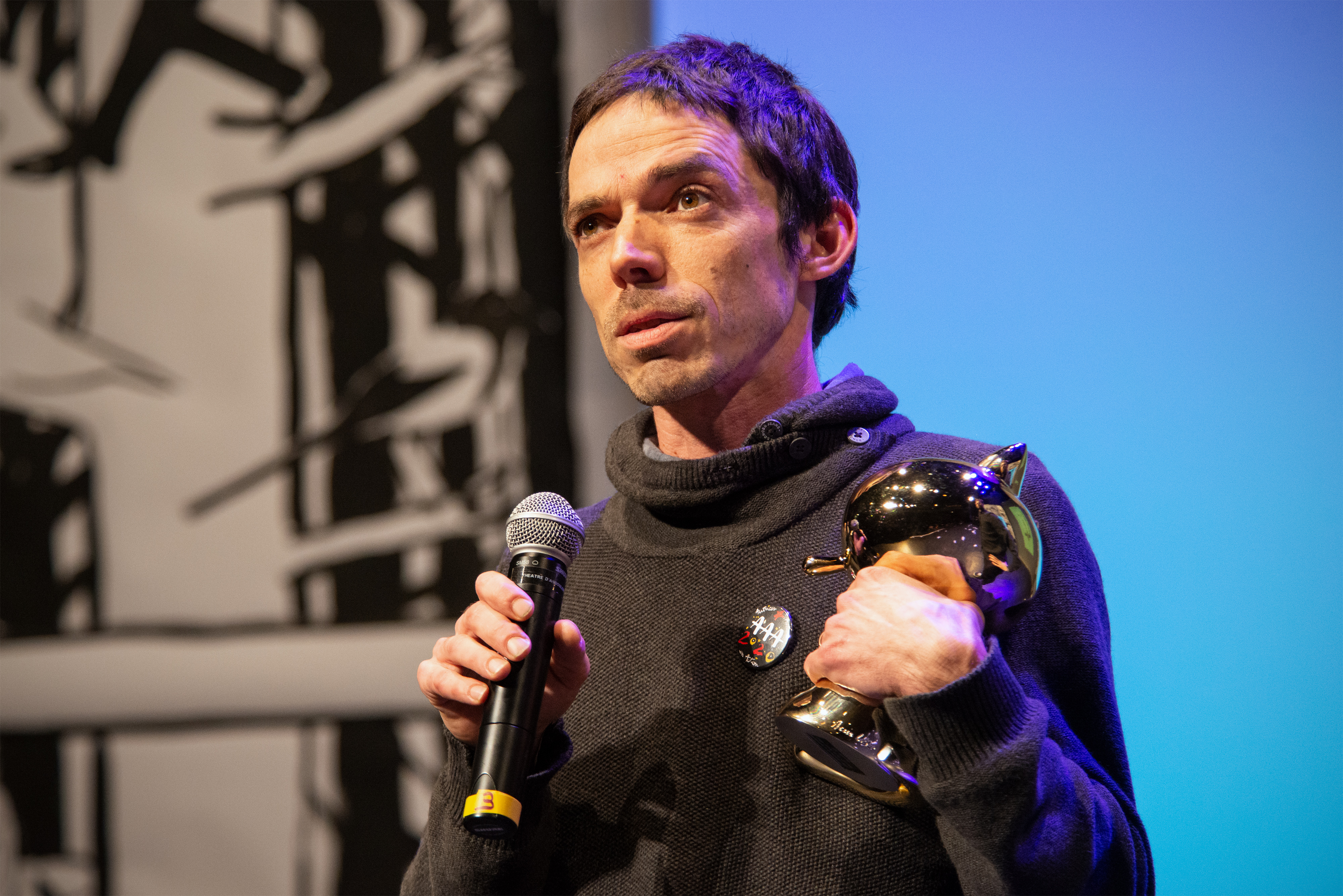
Younn Locard avec le Fauve d'or au Festival d'Angoulême 2020.

Younn Locard est un auteur de bande dessinée français né en 1984 à Rouen.

## Biographie
Originaire de Rouen, Younn Locard a suivi ses études au lycée Dupuy-de-Lôme de Lorient, où il rencontre Florent Grouazel, puis il intègre l'école de bande dessinée Saint-Luc de Bruxelles, en même temps que son ami. Il publie en 2009 sa première bande dessinée chez L'Employé du Moi, H 27, puis part en voyage pendant 2 ans, entre 2009 et 2011. En 2013, il s'associe avec Grouazel pour livrer Éloi, « un récit historique sur le colonialisme et la Nouvelle-Calédonie ».
Younn Locard s'associe de nouveau avec Grouazel pour une trilogie de bande dessinée historique intitulée Révolution, dont le premier volume, Liberté, paraît en 2019 chez Actes Sud / L'An 2. En 2020, cet album remporte le Fauve d'or au festival international de la bande dessinée ; l'ouvrage avait auparavant obtenu le Prix Château de Cheverny de la bande dessinée historique. Le deuxième tome, Egalité, est lui publié en janvier 2023, avec à nouveau un bon accueil par la presse bd,.

## Œuvres
- H 27,  éd. L'employé du Moi, septembre 2009  (ISBN 978-2-930360-27-0)
- Dérive orientale, éd. L'employé du Moi, mars 2013  (ISBN 978-2-930360-58-4)
- Éloi dessin), co-scénarisé avec Florent Grouazel, Actes Sud / L'An 2, novembre 2013  (ISBN 978-2-330-02449-9)
- Révolution, co-scénarisé et co-dessiné avec Florent Grouazel, Actes Sud / L'An 2
  1. Liberté, janvier 2019  (ISBN 978-2-330-11737-5)
  2. Egalité, janvier 2023 (ISBN 978-2-330-17109-4)

## Récompenses
- 2019 :
  - Prix Château de Cheverny de la bande dessinée historique, avec Florent Grouazel, pour Révolution, tome 1 : Liberté ;
  - Prix « Bulles d'Humanité » (décerné par le journal L'Humanité), avec Florent Grouazel, pour Révolution, tome 1 : Liberté[8] ;
- 2020 : Fauve d'or, avec Florent Grouazel, pour Révolution, tome 1 : Liberté.

### Documentation
- Delphine Landay, « Lorient. Au festival d’Angoulême, ils remportent Le Fauve d’or pour leur récit graphique Révolution », Ouest-France,‎ 2 février 2020 (lire en ligne).
- Thierry Lemaire, « La révolution se conjugue au pluriel », Zoo, no 70,‎ mars-avril 2019, p. 9